# 寺本明日香
寺本 明日香（てらもと あすか、1995年11月19日 - ）は、日本の元体操選手。愛知県小牧市出身。中京大学スポーツ科学部卒業。ミキハウス（クラブはレジックスポーツ）を経て、至学館大学常勤研究員に転じ、2023年4月より健康科学部助教。

## 略歴
小学1年生の頃、鉄棒がやりたいと思ったのがきっかけでレジックスポーツ・レッツ体操クラブ名古屋を紹介され、本格的に体操を始めた。小学2年生の時に選手コースのテストを受け合格し、選手コース生となる。
2007年（平成19年）、全日本ジュニアAクラス大会で個人総合優勝し日韓合宿に日本代表選手として参加する。9月よりレジックスポーツの選手権メンバー入りし坂本周次の本格的な指導を受け、U-12（12歳以下＜小学生＞の全国大会）で個人優勝。この年に2つの全国大会でチャンピオンとなる。
2008年（平成20年）、全日本ジュニア選手権1（オリンピックルールで競うジュニア最高峰の大会）の大会にレジックスポーツのチームメンバーとして出場し、香港国際大会の出場権を獲得し初の国際選手となる。日本チームは団体優勝し、寺本は個人総合で優勝した。
2009年（平成21年）には、全国中学大会個人2位。段違い平行棒優勝、レジックスポーツのメンバーとして全日本体操競技選手権大会4位、全日本ジュニア大会団体3位、NHK杯体操選手権に出場し個人12位となる。
2010年（平成22年）、日本で開催されたアジアジュニア大会の日本代表となり強国中国を抑え、日本は団体優勝し、寺本は種目別段違い平行棒2位、平均台2位に入賞した。同年イタリアベネチア国際大会のジュニアの部に出場し日本は団体3位、寺本は個人8位に入賞した。また、NHK杯に2回目の出場をし個人9位に入賞。国民体育大会の愛知県少年女子のメンバーとなり千葉国体に初出場し団体準優勝。
2011年（平成23年）で16歳のシニア国際年令に達する年となり、3月、中学3年生最後の試合となるカナダモントリオール国際のシニアの部に出場し、個人総合3位、床3位に入賞、4月全日本選手権大会で個人5位、3度目となるNHK杯の出場権利を得る。6月、NHK杯で個人総合4位に入賞し、10月開催の東京世界選手権大会の日本代表となる。その世界体操2011の女子予選で飯塚友海が3種目目の跳馬の練習中に負傷し、欠場するアクシデントに急遽代替選手として出場することとなった。しかし、この一発勝負をものにして日本の窮地を救い、2012年ロンドンオリンピックの団体出場権獲得に貢献した。
2012年（平成24年）、ロンドンオリンピック代表に選出。団体総合ではただ1人全4種目に出場した。しかも、14点台を3種目でたたき出し、北京に続く8位入賞に貢献した。さらに個人総合でも11位に入るなど、並居るベテランを唸らせるほどの活躍を見せた。
2013年（平成25年）4月のワールドカップ東京大会では日本の女子選手として初となる個人総合優勝を飾る。同年5月の全日本選手権個人総合ではライバルである笹田夏実に次ぐ2位に入賞。同年6月のNHK杯で個人総合でも初優勝を飾り、10月からアントワープで開催予定の、世界選手権の代表選手に選出された。その世界選手権では、個人総合9位に入った。
2014年（平成26年）も世界選手権の代表に選ばれ、団体8位入賞、個人総合で18位、種目別の平均台で4位入賞を果たす。
2015年（平成27年）5月の全日本選手権個人総合で笹田夏実の大会3連覇を阻止し初優勝。同時にイギリス・グラスゴーで行われる世界選手権代表に加え、韓国・光州で行われるユニバーシアード代表にも選出された。世界選手権ではキャプテンとしてチームをまとめ、団体予選6位、同決勝で5位入賞を果たし、2大会連続のオリンピック団体出場権獲得に貢献。個人総合では村上茉愛とともに上位争いに加わったものの、平均台での落下ミスが響き、9位に終わった。
2016年（平成28年）5月のNHK杯で自身2度目の個人総合優勝を果たし、2016年リオデジャネイロオリンピック代表候補に選出。試技会でも安定した成績を残し、正式に代表入り。オリンピックでの団体総合では1964年の東京オリンピック以来のメダル獲得にあと一歩と迫る4位入賞に大きく貢献。個人総合でも東京オリンピックでの池田敬子（6位入賞）以来となる8位入賞を果たした。
2018年3月、中京大学を卒業。今後はレジックスポーツ所属のまま、地元である名古屋市を拠点に活動していくことを明かした。その後、同年4月にミキハウスへ入社した。
2019年10月に行われた世界選手権ではエースの村上が負傷で団体メンバーに選ばれないというアクシデントの中、キャプテンとしてチームを引っ張り、団体総合では11位で決勝進出はならなかったが、東京オリンピックの団体出場権獲得に貢献した。
2020年2月6日から開始された体操日本代表候補選手の強化合宿に参加したが、その合宿初日に床運動を練習していた際に左足を負傷。練習を切り上げて病院での検査を受けたところ、左足アキレス腱断裂と判明して2月7日に手術を受けたことが日本体操協会より公表された。
2021年、代表入りをかけた全日本で6位に入り望みをつないだが、続くNHK杯ではライバル・杉原愛子に敗れ、5位に終わり3大会連続のオリンピック出場を逃した。NHK杯終了後、田中光女子強化本部長は寺本を補欠として選出し、「選手団として同じ日程で合宿をやっていく」とコメントした。
オリンピック終了後の2021年10月、自身の公式YouTubeチャンネルで現役続行を表明し、翌年の全日本で復帰することを目標にしているとコメントしていたが、2022年1月26日 、4月23日・24日の両日に東京体育館で開催される予定の第76回全日本体操個人総合選手権大会を最後に現役を引退することを発表した。
2022年4月21日、東京体育館で行われた全日本選手権では段違い平行棒、平均台、ゆかの3種目に出場し、合計スコア38.565で決勝進出はならなかった。演技後、ライバルであり親友の村上と抱擁を交わし、「悔いのない演技ができて皆さんに感謝している」とコメントを残し、競技生活に別れを告げた。同年4月23日、同大会女子個人総合のNHK総合テレビでの中継にゲスト解説として出演した。引退から4日後の同年4月25日、所属先のミキハウスで引退会見を行い、「度重なる脚の故障で限界だった」と明かし、今後は「日本代表の経験を生かして活動をしたい。何年後、何十年後に日本代表をサポートしたい」と指導者の道も視野に入れていることも明かした。
2022年9月1日、至学館大学常勤研究員として勤務し、体操部女子監督に就任した。
2023年4月には健康科学部助教に就任し、教育に携わっている。同年の「第77回全日本体操競技選手権大会」のテレビ中継（NHK総合）では初めて解説者を務めた。

## 特徴
Dスコア（演技の難しさを表す表示）は、日本女子体操界においてトップクラスの水準に達する選手のひとりであった。
得意な種目は段違い平行棒。床と平均台のフイニッシュに後方伸身3回ひねりを使う。
身長は2013年（17歳）の時点で141cmで、小柄な選手が多い体操の世界の中でも特に小さい。この体格が、体操の競技においては極めて有利に活かされていた。
尊敬する選手として国内男子では内村航平、女子では田中理恵、海外ではヴィクトリア・コモワを挙げていた。

## 主な戦歴
- 2008年 - 香港国際大会のジュニアの部個人総合優勝、段違い平行棒優勝、平均台3位
- 2009年 - 全国中学大会個人総合2位、段違い平行棒優勝　NHK杯12位
- 2010年 - アジアジュニア選手権（幕張）団体優勝、段違い平行棒2位、平均台2位　イタリア　ベネチア国際大会ジュニアの部団体3位、個人8位　NHK杯9位
- 2011年 - カナダモントリオール国際シニアの部個人総合3位、全日本選手権5位、NHK杯4位入賞
- 2012年 - ロンドンオリンピック個人総合11位
- 2013年 - ワールドカップ・東京大会個人総合1位、NHK杯個人総合1位

## エピソード
- 体操選手であるが、高校生時代は体育が最も苦手な科目であった。ちなみに当時の得意科目は世界史であったという[26]。
- フィギュアスケートの愛知県選手権大会ブロンズIに出場を明言した。プライベートでスケートを始めており、その延長上で大会に出場する[27]。2025年2月21日に行われた大会ではY字スパイラルを披露し、ジャンプではシングルトウループ、シングルサルコウの2つを着氷させ17.41点とし、出場2人のうち1位を獲得した[28]。

## 参考資料
- レジックスポーツ　坂本周次監督インタビュー[要出典]
- 最小138センチが跳ぶ 15歳寺本明日香- 中日スポーツ
- 体操：女子4位の高1・寺本　小さな体で観客魅了-毎日新聞[リンク切れ]